# Caldanatus marginalis
Genre
Espèce
Caldanatus marginalis, unique représentant du genre Caldanatus, est une espèce d'opilions laniatores de la famille des Gonyleptidae.

## Distribution
Cette espèce est endémique du Brésil. Elle se rencontre dans les États du Minas Gerais et de Santa Catarina.

## Description
Le mâle syntype mesure 7 mm.

## Publication originale
- Roewer, 1943 : « Über Gonyleptiden. Weitere Weberknechte (Arachn., Opil.) XI. » Senckenbergiana, vol. 26, p. 12–68.